# شمشیربازی در المپیک تابستانی ۱۹۷۲
شمشیربازی در بازی‌های المپیک تابستانی ۱۹۷۲ نام رویداد ورزش شمشیربازی در بازی‌های المپیک تابستانی بود که در سال ۱۹۷۲ برگزار شد.

## جدول مدال‌ها
| رتبه | کشور              | طلا | نقره | برنز | مجموع |
| ۱    | مجارستان (HUN)    | ۲   | ۴    | ۲    | ۸     |
| ۲    | اتحاد شوروی (URS) | ۲   | ۲    | ۳    | ۷     |
| ۳    | ایتالیا (ITA)     | ۲   | ۰    | ۰    | ۲     |
| ۳    | لهستان (POL)      | ۲   | ۰    | ۰    | ۲     |
| ۵    | فرانسه (FRA)      | ۰   | ۱    | ۲    | ۳     |
| ۶    | سوئیس (SUI)       | ۰   | ۱    | ۰    | ۱     |
| ۷    | رومانی (ROU)      | ۰   | ۰    | ۱    | ۱     |

## کشورهای شرکت کننده
| - آرژانتین (۵) - استرالیا (۴) - اتریش (۱۳) - بلژیک (۱) - بلغارستان (۵) - کانادا (۶) - کوبا (۱۵) - چکسلواکی (۲) - دانمارک (۶) - آلمان شرقی (۵) - فنلاند (۱) - فرانسه (۱۹) | - بریتانیای کبیر (۱۹) - یونان (۳) - هنگ کنگ (۲) - مجارستان (۱۹) - ایران (۲) - ایرلند (۱) - اسرائیل (۲) - ایتالیا (۱۹) - ژاپن (۵) - لبنان (۴) - لوکزامبورگ (۵) - مکزیک (۶) | - موناکو (۱) - هلند (۱) - نروژ (۵) - پرو (۱) - لهستان (۲۰) - پورتوریکو (۲) - رومانی (۱۹) - اتحاد شوروی (۲۰) - سوئد (۶) - سوئیس (۱۲) - ترکیه (۴) - ایالات متحده آمریکا (۱۹) - آلمان غربی (۱۹) |